# Груох
Груох инген Бойде (расцвет 1020—1054) — королева Шотландии как супруга Макбета, внучка короля Альбы Кеннета III. Прототип шекспировской леди Макбет.

## Жизнь
Дочь Бойде, сына короля Кеннета III. Бойде имел права на шотландский престол по тогдашнему престолонаследию, но королем стал Малкольм II. До 1032 года Груох вышла замуж за мормэра Морея Гиллекомгана, с которым у неё был по крайней мере один сын Лулах, позже ставший королём Шотландии. Гиллекомган был убит в 1032 году — сожжён в зале с пятьюдесятью его людьми. В следующем году один из её родственников, вероятно, её единственный брат, был убит Малькольмом II.
Имя Груох фигурирует вместе с именами Бойде и Макбетада в хартиях, в которых выделяются деньги монастырю Лох-Ливен. Дата её смерти неизвестна.

## В искусстве
- Груох — прототип персонажа леди Макбет в пьесе Уильяма Шекспира «Макбет».
- Она является героиней стихотворения Гордона Боттомли Gruach 1921 года, в которой посланник короля (то есть Макбет) видит её во время приступа лунатизма накануне её свадьбы с другим мужчиной, влюбляется в неё и похищает. В пьесе упоминается её притязания на трон.
- Под именем Гроа она является главной героиней романа Дороти Даннетт о Макбете King Hereafter 1982 года, который возглавлял список бестселлеров The New York Times.
- Сьюзен Фрейзер Кинг написала исторический роман о Груах, Lady Macbeth, в 1982 году. Кинг утверждает, что книга настолько исторична, насколько это возможно.
- Груох также выступает в роли жены Макбета, короля Шотландии и матери Лулаха, в детском романе Джеки Френч Macbeth and Son, опубликованном в 2006 году.
- Пьеса Глории Карреньо 2009 года A Season Before the Tragedy of Macbeth, премьера которой состоялась во время Британских гастролей Шекспира в 2010 году, также проливает новый свет на Груах Макдуф, главную героиню. В пьесе рассматриваются события вплоть до открытия письма трёх ведьм в трагедии Шекспира.
- В пьесе Дэвида Грейга Dunsinane 2010 года она фигурирует как Груах и переживает Макбета.